# Diecéze chartreská
Diecéze chartreská (lat. Diocesis Carnutensis, franc. Diocèse de Chartres) je francouzská římskokatolická diecéze. Leží na území departementu Eure-et-Loir, jehož hranice přesně kopíruje. Sídlo biskupství i katedrála Notre-Dame se nachází ve městě Chartres. Diecéze je součástí tourské církevní provincie.
Od 21. prosince 2005 je diecézním biskupem Mons. Michel Pansard.

## Historie
Biskupství bylo v Chartres založeno v průběhu 3. století.
V důsledku konkordátu z roku 1801 bylo 29. listopadu 1801 bulou papeže Pia VII. Qui Christi Domini zrušeno velké množství francouzských diecézí, mezi nimi také diecéze chartreská, jejíž území bylo včleněno do versailleské diecéze.
Biskupství v Chartres bylo obnoveno bulou Paternae caritatis 6. října 1822.
Od 8. prosince 2002 je chartreská diecéze sufragánem tourské arcidiecéze; do té doby byla sufragánní diecézí arcidiecéze bourgeské.